# アメリカユダヤ人委員会
アメリカユダヤ人委員会（英語: American Jewish Committee, AJC）は、アメリカ合衆国で1906年11月11日に創設されたユダヤ人利益団体。ユダヤ人の市民権の向上のために国際的な運動を行い、社会的平等、アメリカ合衆国の人種差別などの問題に取り組んでいる。アメリカユダヤ人組織の長老とも呼ばれる。米国内で22の支部があり、海外にも支部や友好組織がある。

## 沿革
1906年11月11日、ニューヨークで創設。米国ユダヤ委員会はロシア第一革命におけるユダヤ人迫害に抗議し、ユダヤ人の市民権と信仰の権利を保護するために活動を始めた。初期メンバーは弁護士ルイス・マーシャル（Louis Marshall、1912-1929まで米国ユダヤ委員会会長）、銀行家ジェイコブ・シフ、裁判官マイヤー・サルツバーガー（Mayer Sulzberger）、学者サイラス・アドラー（Cyrus Adler）、ジョゼフ・プロスカウアー（Joseph M. Proskauer）などであった。
1914年、第一次世界大戦のユダヤ人被害者を救援するためのアメリカ・ユダヤ人共同配給委員会の設立を支援した。

### ヘンリー・フォードとの戦い
1920年代、自動車王ヘンリー・フォードは「ディアボーン・インディペンデント」紙を買収し、反ユダヤ記事を多数掲載した。ルイス・マーシャルはフォードの反ユダヤ言論活動を停止するのに尽力した。1920年12月1日、アメリカユダヤ人委員会は、ブナイ・ブリス、アメリカ・ユダヤ会議、アメリカ・シオニスト会議、アメリカ・ラビ中央協議会 と連名で冊子The "Protocols," Bolshevism and the Jews：An Address to Their Fellow-Citizens by American Jewish Organizations（議定書、ボルシェヴィズム、ユダヤ人：アメリカユダヤ人組織によるユダヤ人同胞へ）を発行した。12月4日、プロテスタント長老派教会は兄弟であるユダヤ人への攻撃を遺憾に思い、ユダヤ人の市民精神を信頼すると表明した。12月24日、ユダヤ教、カトリック、プロテスタント三宗派連合で少数民族とユダヤ人への迫害を断罪する三宗派共同声明を発表し、ユダヤ人のなかには革命運動で際立った役割を果たしていることは認めるし、ユダヤ人には善人も悪人もいるが、スラム、炭鉱、家畜処理場でユダヤ人が憎しみを減ずるものでなかったことについてはアメリカ人は恥をもつことになるだろうと述べられた。1921年1月16日のウィルソンら歴代大統領ほか著名人の共同声明は、反ユダヤ主義は反アメリカ的で反キリスト教的であると抗議した。『アメリカ』誌はフォードに抗議するユダヤ人について、ユダヤ人の素早さは称賛すべきであると報道した。
1921年に「ディアボーン・インディペンデント」紙は、ロンドンとニューヨークに代理政府を置いている「オール・ジュダーン(All Judaan)」はドイツへの復讐に成功したあと、イギリスを手中に収め、ロシアもユダヤ人に敗北してしまうだろうと述べて、寛容なアメリカはユダヤ人にとって約束の地なのだと述べた。また、フォードはニューヨークのユダヤ人がロシア最後の皇帝に代わる人物を任命したとも述べた。この記事に対してルイス・マーシャル弁護士は抗議したが、フォードは反論した。ジェイコブ・シフはフォードと揉めると大火事になってしまうと考え、抗議を断念した。さらに「ディアボーン・インディペンデント」紙は『シオン賢者の議定書』の紹介を始めた。1921年8月には『シオン賢者の議定書』のアメリカ版が出版され、経済界有力者や国会議員の手に入った。その後、名誉毀損訴訟を経て、フォードは1927年に謝罪し、これまでの反ユダヤ著作物を廃棄した。

### 第二次世界大戦後
1950年代、公民権運動のブラウン対教育委員会裁判では法廷助言者となった。
1950年、AJC会長ジェイコブ・ブラウステイン（Jacob Blaustein）はダヴィド・ベン＝グリオンイスラエル首相と提携し、1967年の六日戦争でAJCはイスラエルを擁護した。六日戦争以前はAJCはシオニズム団体ではなかったが、合衆国がパレスチナ分割とイスラエル建国を承認したため、イスラエルに事務所を設立した。
カトリック教会との交渉では、第2バチカン公会議におけるローマ教皇パウロ6世の Nostra aetate（1965年）でキリスト教徒とユダヤ教徒は共通の霊的遺産を持つとされた。
1970年代、AJCはアラブ・反イスラエル連盟（Arab League boycott of Israel）に対抗して戦い、日本を説得してアラブ・反イスラエル連盟からの日本の離脱に成功した。
1975年からは、「シオニズムは人種差別である」というシオニズム批判への対抗キャンペーンを国連で開始し、1991年にキャンペーンは成功した。
1971年には、ソビエト連邦ユダヤ人国民合同支援団体（National Coalition Supporting Soviet Jewry）の創設者の一翼を担った。
1982年には、イスラエルと中東和平のためのProject Interchangeを創立。
1987年12月6日には、ワシントンでデモ活動「ソ連ユダヤ人の自由のための日曜日（Freedom Sunday for Soviet Jews）」を実施し、25万人が参加した。
1990年からデビッド・ハリス（David Harris）代表の下、AJCは国際的な外交問題にも取り組み、国際連合総会でも活躍した。1998年、ベルリンに支部を開設。1999年、AJCはNATOのコソボ空爆を支援してキャンペーンを展開した。
2000年、Atlanta Jewish Film Festivalを開催。
2001年、AJCはジェノヴァの国連監視委員会（UN Watch）の公式賛同者となり、ベルギーに大西洋横断研究所とロシア研究所を開設した。
2005年、スマトラ島沖地震やハリケーン・カトリーナの被害者のためのファンドに250万ドル寄付した。
2009年、世界のユダヤ人とイスラエルの支援のための「グローバル・ジューイッシュ・アドボカシー」をキャッチフレーズとした。
2009年、AJCユダヤ共同体問題国民代表のスティーブン・バイムは、第二次世界大戦中にAJCがナチスによるユダヤ人迫害への対処が足りなかったと批判した。
2010年、AJCは、イランの核開発に反対した、EUにヒズボラをテロ組織として指定するよう動いた。ギリシャのネオナチ黄金の夜明け対策をとるようギリシャ政府に働きかけた。
2014年、アメリカ長老派教会によるイスラエルからの撤退要求に対して、AJCはサイモン・ウィーゼンタール・センターや改革派ユダヤ教連合（Union for Reform Judaism）とともに非難した。
2016年、AJCと北米イスラム協会（Islamic Society of North America）は、ユダヤ人とイスラム教徒への偏見の増大に対処するためにMuslim-Jewish Advisory Councilを創立した。

## 論争
2006年、脚本家トニー・クシュナーとA.ソロモンによるイスラエル批判『シオンとの闘争:進歩的ユダヤ人によるイスラエル・パレスチナ紛争への返答』に対して、ローセンフェルド（Alvin H. Rosenfeld)は反シオニズムに加担したと批判した。ユダヤ系新聞「The Forward」は、ローセンフェルドのエッセイはユダヤ人をリベラリズムに反対させ、沈黙する批評家にする組織的な中傷であると批判した。コラムニストのリチャード・コーヘンは、ローセンフェルドのようにイスラエル批判を反ユダヤ主義とみなすことは、反ユダヤ主義という言葉を薄めてしまうことになっているし、イスラエルと関係なくユダヤ人の存在を否定したい反ユダヤ主義者やイスラエルを擁護する不寛容な精神に許可を与えてしまっていると批判した。AJC代表D.ハリスはローセンフェルドは自分の思想を発表する権利があるし、ローセンフェルドへの批判は反動的であると反論した。
2011年10月、 AJCは名誉毀損防止同盟と連名でアメリカとイスラエルの絆は倫理的で戦略的で感情的であり、政治の枠を超えたものであり、イスラエルの幸福はアメリカの声によって揺るぎなく支持されていると宣言した。しかし、この宣言には反発も多く、2012年の大統領選挙にも影響を与えた。